# Ричардсон, Филип
Филип Уигам Ричардсон (англ. Philip Wigham Richardson; 26 января 1865, Ньюкасл-апон-Тайн — 23 ноября 1953, Уэйбридж, Суррей) — британский стрелок и политик, призёр летних Олимпийских игр.
Ричардсон участвовал в летних Олимпийских играх в Лондоне в стрельбе из армейской винтовки среди команд. Вместе со своей сборной он занял второе место.
На следующих летних Олимпийских играх 1912 в Стокгольме Ричардсон соревновался в одиночной стрельбе из армейской винтовки и стал 33-м в стрельбе из любой позиции на 600 метров и 65-м в стрельбе с трёх позиций на 300 метров.
В 1922—1931 годах Ричардсон был членом Парламента от округа Чертси. 26 июля 1929 года ему был присвоен титул баронета (англ. Baronet Richardson of Weybridge, co. Surrey; титул угас 15 апреля 1981 года со смертью 3-го баронета).